# ナス
ナス（茄子、茄、ナスビ、学名：Solanum melongena）は、ナス科ナス属の植物。また、その果実のこと。別名ナスビともよばれる。インド原産で、淡色野菜として世界中で栽培されている。果実は黒紫色が多いが、色や形は様々で多数の品種がある。日本では、高知県が有名である。
クセのない味わいと火を通したときのなめらかな食感が特徴で、品種によって様々な調理法があり、料理のジャンルを問わず使えるため、定番の野菜として欠かさないものとなっている。

## 形態
草本植物だが条件が良いと一部組織が木質化し多年生の植物となる。これは同じナス科のトマトやピーマンでもしばしばみられる。
茎は黒紫色で、高さ60 - 100センチメートル (cm) になる。中には茎にトゲが見られるものがある。葉は互生し、葉身は卵状楕円形で、葉縁は波打ち、葉柄に近いところでは左右非対称になる。葉にはトゲがあり、毛が生えている。
花期は夏から秋で、葉腋と次の葉柄の途中に花柄を出して、紫色の花を下向きに1個咲かせる。稀にトマトのようにひとつの花柄に複数の花を付けるが、その場合でも基部の1個以外は結実しない。
果実は品種によって形も色も様々で、色はふつう紫色であるが、中には緑色、白色のものがある。果肉は密度が低くスポンジ状である。ヘタの部分にはトゲが生えているものがあり、鋭いトゲは鮮度を見分ける方法の目安となるが、収穫の作業性向上や実に傷がつくという理由から棘の無い品種も開発されている。
種子は短卵型で無毛、大きさは 3.5×3.0×1.0 mm（ミリメートル）程度で、1000粒重は4 g（グラム）程度。有胚乳種子。
子葉は地上性で、種子の殻（外種皮）を持ちあげて地上に出てくる。このタイプの子葉は胚乳の栄養を吸い取る吸器、および最初に光合成をおこなう器官という2つの役割がある。子葉は2枚。

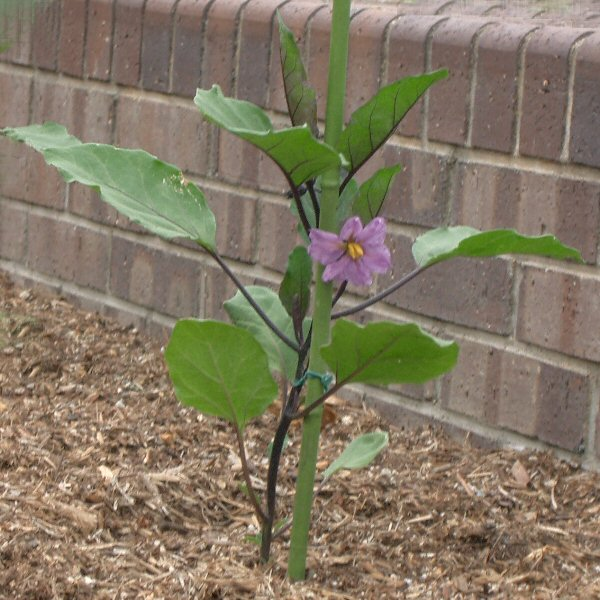
草姿
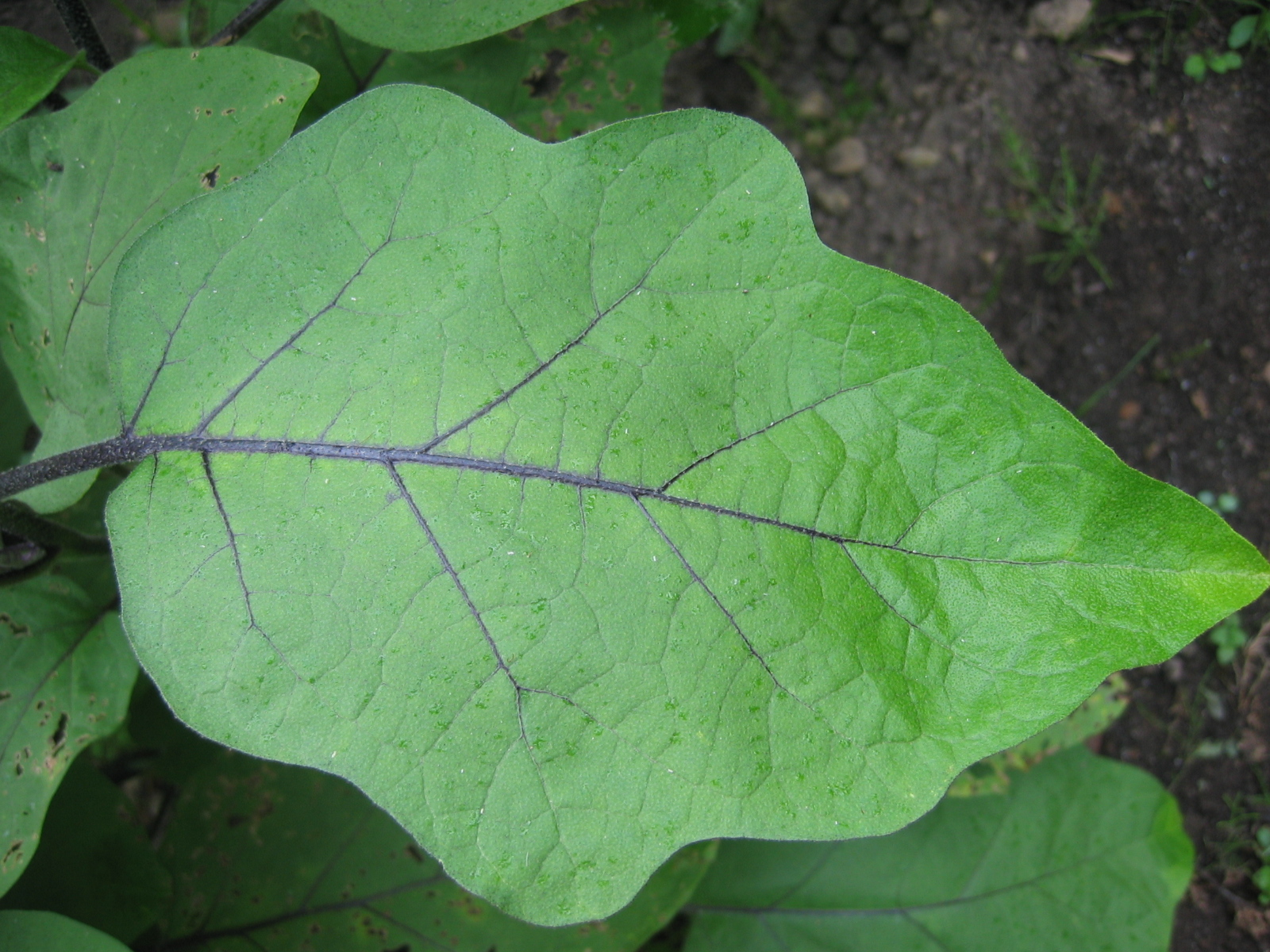
葉。葉脈は羽状脈
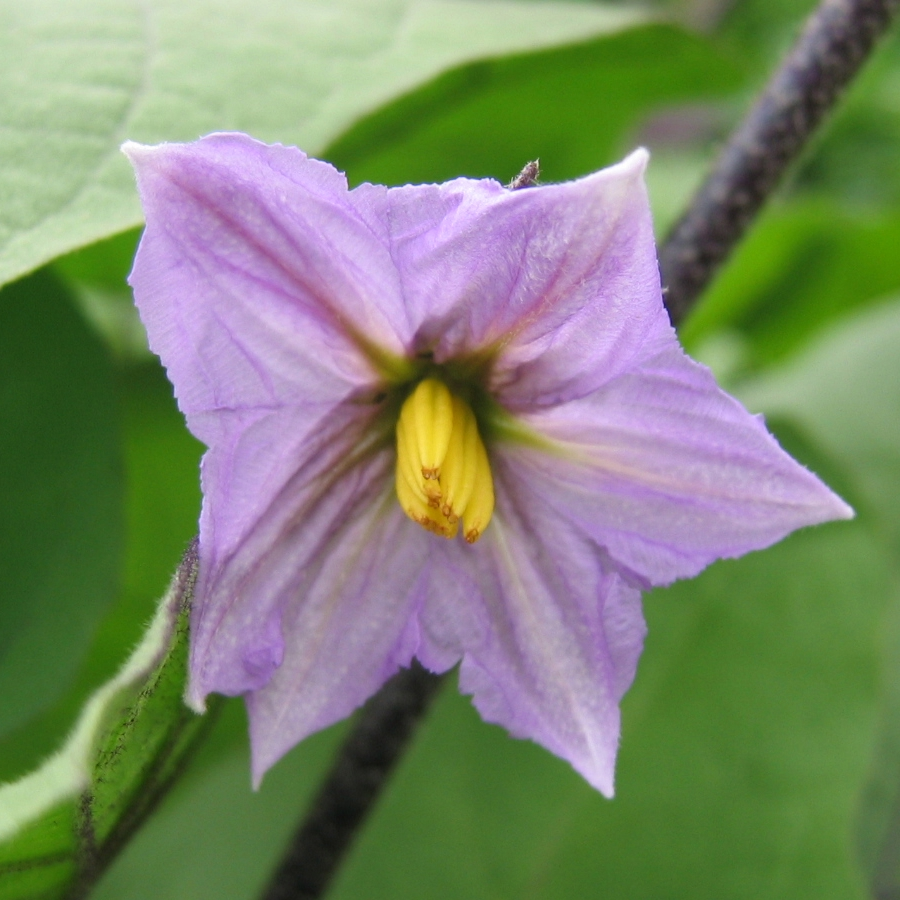
花。
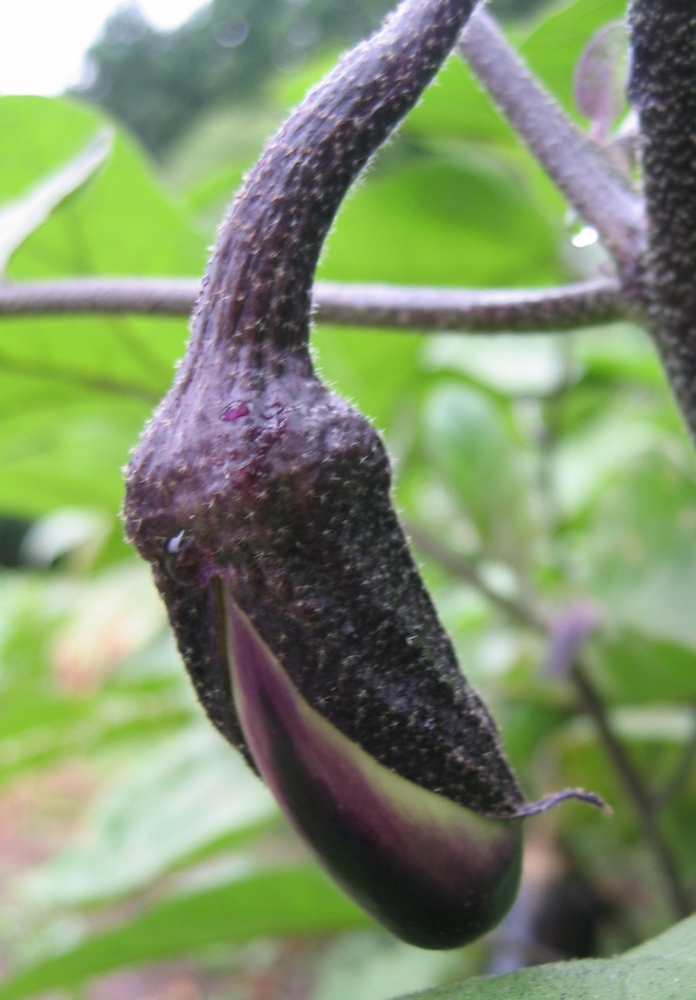
若い果実。萼は果実になっても付いたまま
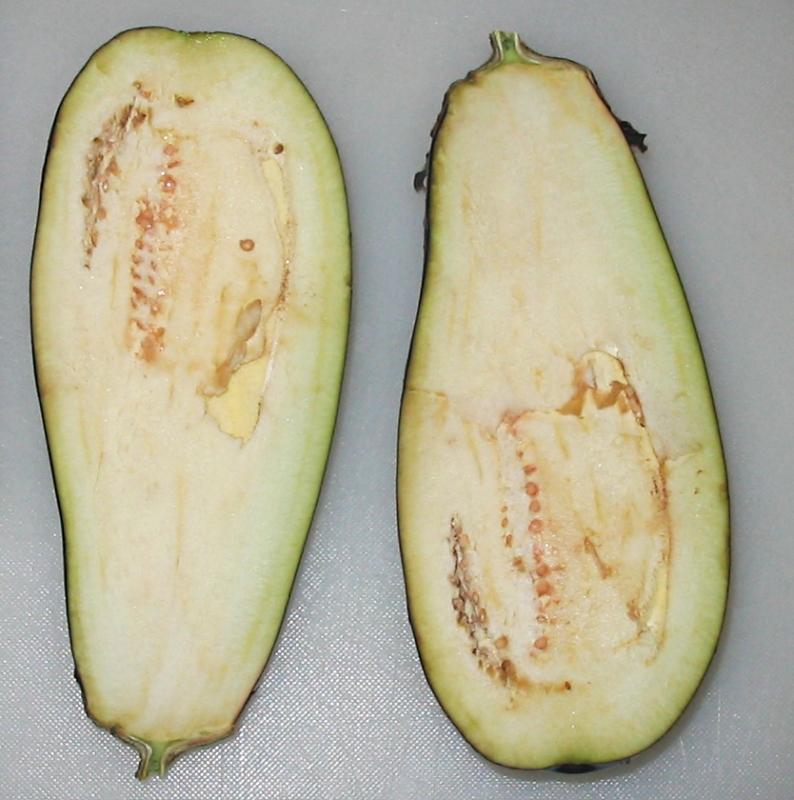
果実の断面

## 生態
原種は見つかっていないものの、原産地はインド亜大陸の東部が有力とされる。実際にここに近い地域では多様なナス類と利用文化が見られるという。この地域はインド洋とヒマラヤ山脈に挟まれている。気温は年間を通じて温暖な地域であるが、降水量は季節によって差があり夏は多いが冬は比較的少ない。
ナスは寒さや乾燥には弱く、日当たりがよい場所と水を好む性質がある。
着花位置は温度や日長の影響を受けるという。
質の良い種子を得るためには果実の登熟期間中は高温が望ましい。種子には休眠性がある。ナスの場合、高温環境や赤外線照射によって深い休眠が誘導される。どのような条件で休眠性が誘導されるのかは種によって様々である。草本植物の種子の休眠についての総説論文に中村 (1975)などがある。発芽には25度以上の高温が望ましく低温での発芽率は低く遅い。さらに恒温状態よりは夜はいくらか低くなる変温が望ましい。

## 人間との関係

### 栽培
夏に収穫する野菜で、日当たりの良い場所で、春の気温が十分暖かくなってきたら苗を植えて育てる。苗は、一般の種から育てただけのものと、接ぎ木苗があるが、耐病性に優れるのは接ぎ木苗の方である。栽培時期は晩春から秋まで（5 - 10月）で、夏の暑さによく耐える。果菜の中では高温を好む性質で、栽培適温は昼温28 - 30度、夜温15 - 28度とされ、10度以下では成長が悪くなる。早いものは初夏（6月ころ）から収穫が始まり、夏に剪定して切り戻せば秋まで実がなる。よい実を収穫するには、伸び始めのわき芽摘みと、夏場の水やりと追肥が重要になってくる。実の着色は光線に敏感であり、光線不足は発色不良の原因となるので、混みいった葉を除いて実に光線を当てるようにする。大型サイズのプランター（コンテナ）を使っても栽培することができる。
連作障害が出やすいので、接ぎ木苗を使わない場合は3 - 5年はナス科の野菜を作っていない畑で育てる。根は深く張るほうであるため、畑の元肥は深い位置に入れて根張りをよくするとよい。苗をつくる場合は、育苗箱などに種を4 - 5 cm間隔で蒔き、地温28 - 30度になるように保温養生すると発芽するので間引きを行い、葉が1枚になったら育苗ポットに鉢上げする。ただし、ナスが生育期に入ったころ急に萎れて枯れてしまう青枯病、半枯病などの萎縮性障害が出ることが多いため、対策として台木専用種の「赤ナス」などの台木に次ぐのが一般的で、市場にも苗が広く出回っている。
人工的な種子の発芽促進として植物ホルモンのジベレリン処理が有効である。ポリエチレングリコール浸漬も効果がある。
最低気温が15度を下回らなくなってから、地域の気候に適した品種の苗を植え付ける。乾燥を嫌うため、藁やビニールなどでマルチングをするとよい。苗が伸びてきたら、主枝とすぐ下の勢いがある枝を残して、「二本仕立て」あるいは「三本仕立て」で育てるのが基本である。1株に1本支柱を立てて、主枝と支柱を紐で結んで支えても良い。はじめの枝が伸びて枝が充実してくると、開花して実がつき始めるが、栄養分を奪われないように1番果は小さなうちに摘み取って、株を充実させる。気温が上がると、次々と実がなるようになるので、へたの上を切ってまめに収穫する。実を長く株につけておくと、実が固くなってくる。ナスは栄養をたくさん必要とする野菜で、栄養不足にならないようにこまめに追肥することが肝要になる。雨が降らないときには実がかたくなってしまうため、十分な水やりも必要になる。栄養状態がよいと枝先から少し離れて花がつき、雌しべが長い「長花柱花」がつくが、肥料が不足してくると、枝先に花が咲くようになり、雌しべが短い「短花柱花」が多くつくようになる。
真夏になると、枝が混み合い生長が鈍り、さらに枝の老化によって実付きが悪くなってくる。そこで、葉を2 - 3枚残して、地面から高さの約2分の1から3分の1くらいのところで枝を切り詰める切返し剪定（更新剪定）を行う。さらに剪定した株のまわりの根を切って肥料と水を十分与えておくと、新しい枝や葉が伸びて約1か月後に再び実がつき、10月ごろまで「秋なす」を収穫できるようになる。
ナスの代表的な病気に、葉が緑色のうちに急激にしおれてしまう青枯れ病があり、梅雨明けから夏に発生しやすい。害虫はアブラムシ、オオニジュウヤホシテントウ、ダニ類がつきやすい。連作障害が出やすい植物なので、同じナス科のトマトやジャガイモ、ピーマンを植えた場所では、4 - 5年ほど空けないと土壌伝染する病気になりやすい。害虫がつき始めたら、葉の色に注意して、葉の表裏に薬剤を散布して防除する。ネギやニラなどネギ属植物を混植しておくことで、これら病気を防いだり害虫よけの効果が期待できる。同様にコンパニオンプランツとして、マリーゴールドは土中のセンチュウ駆除や他の害虫よけ、バジルやナスタチウムはアブラムシをつきにくくする効果が期待できる。

#### 生産
日本では全国的に栽培されており、出荷量が最も多い高知県をはじめ、栃木県、福岡県、群馬県などが主産地である。季節により春は大阪府・岡山県・佐賀県・熊本県産、夏から秋は茨城県産も代表的である。夏野菜のため出荷量のピークは6月であるが、通年安定して出回っている。日本へは、韓国産やニュージーランド産が主に輸入されている。

### 食用・薬用
実際の栄養価は、栽培条件、生育環境、収穫時期、品種などで異なるため一覧表に記載されている値は代表値である。
ナス果実の93%以上は水分である。他の野菜と比べると低カロリーで、脂肪燃焼ビタミンといわれるビタミンB2などをバランスよく含んでいる。ビタミン類はほとんど含まれていないとする意見はあるが、ビタミンCや、カリウム、カルシウムなどのミネラル類は比較的少ないながらも、まんべんなく含まれている。食物繊維は淡色野菜としては平均的な量である。
またナスにはコリン(コリンエステル)という機能性成分が含まれている。このコリンは無色の強アルカリ性物質で、血圧やコレステロールを下げる、動脈硬化を防ぐ、胃液の分泌を促す、肝臓の働きを良くする、気分改善効果などの作用が認められている。
「茄子紺」とよばれるナス果皮の暗紫色の色素成分は、ポリフェノールの一種で、アントシアニン系の色素ナスニンである。ナスニンには抗酸化作用があり、動脈硬化予防や老化予防などに効果があるとされている、またナスニンは水溶性で、加水分解によりデルフィニジンとなり、鉄やニッケルイオンが存在すると安定した塩（えん）をつくるという特徴がある。ナスの漬物を作るときに鮮やかな色を保たせるために、ナスと一緒に鉄くぎなどを入れるのはこのためである。
栄養的にはさほど見るべきものはないが、東洋医学では体温を下げる効果があるとされている。また皮の色素ナスニンは抗酸化作用があるアントシアニンの一種である。

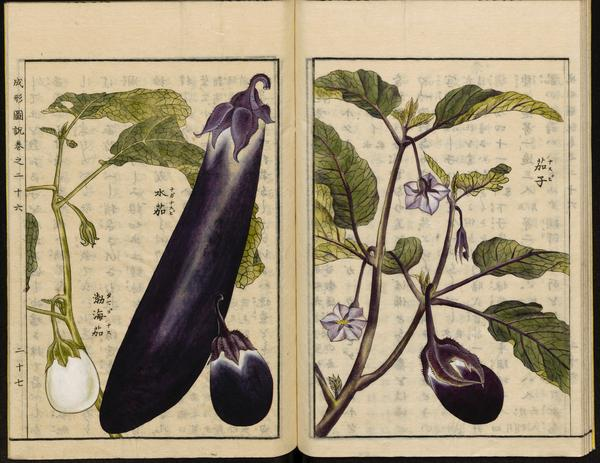
『成形図説』より

2024年1月には、ナスのヘタに含まれる天然化合物に、子宮頸がん細胞に抗腫瘍効果があることが、名古屋大学の研究チームの実験で明らかになった。
果実は未熟で果肉や種子が柔らかいうちに収穫し、食用とする。野菜としての旬は初夏から初秋（6 - 9月）で、果皮は変色がなく張りツヤがあり、へたのトゲが鋭いものが良品とされる。ナスは味や香りにクセがないが、皮の下の部分に苦味がある。また、産地や品種により、灰汁の多い・少ないに差がある。料理は、蒸し物、煮物、炒め物や漬物など、幅広く使われている。特に油との相性がよく、炒めたり揚げたりするとやわらかくなり、おいしく食べられる。ナスは身体を冷やす作用があることから、夏に食べるのには向いている野菜といえるが、多く摂取すると身体を冷やしすぎてしまうため、ショウガなどの身体を温める作用がある食材と一緒に食べるとよいとされる。
焼く、煮る、揚げるなどあらゆる方法で調理される。淡白な味で他の食材とも合せやすく、また油を良く吸収し相性が良い。野菜炒めなどで油を吸わせたくない場合は、油を入れる前にナスを少量の水で軽く煮るように炒めて、スポンジ状の実に水分を含ませてやると油を吸い難くなる。皮も薄く柔らかいので剥かずに調理されることが多い。
果実を切ったら切り口から灰汁がまわって酸化が始まり、放置すると次第に変色してくる。ナスはポリフェノール系化合物による褐変を起こしやすい食材であり、この褐変を防ぐために水につけるのが一般的で、食塩水を利用すると酵素作用も抑制できる。しかし、ナスニンは水溶性のため、長時間水につけると流れ出てしまうため、調理する直前に切ってすぐに加熱調理すればナスニンの損失は少なく済む。
また、ナス科植物なのでアルカロイド（灰汁）を多く含み、一部の品種を除き生食はされない。加熱調理しない場合は漬物にするか、塩揉みで灰汁抜きしてから供される。塩で揉んだ後さらにマリネなどに加工されることもある。多くの栽培品種は、品種改良により灰汁が少なくなっている。灰汁は空気に触れると酸化して出てくるため、切ったらすぐに調理してしまえば水につけなくてもよい。大阪の泉州水茄子など水なすと呼ばれる一部の品種は生食が可能で、皮を剥いて味噌だれで食べることができるほか、漬け物（ぬかづけ）などにもする。
日本では、しぎ焼き、揚げ出し、麻婆茄子、浅漬け、ぬか漬けなどにして食べられる。長ナスは肉質がやわらかく素焼きして焼きなすに向く。一口なすともよばれる民田なすは丸ごと辛子漬けに、水なすはぬか漬けにされることが多い。
- しぎ焼き
- 浅漬け[5]

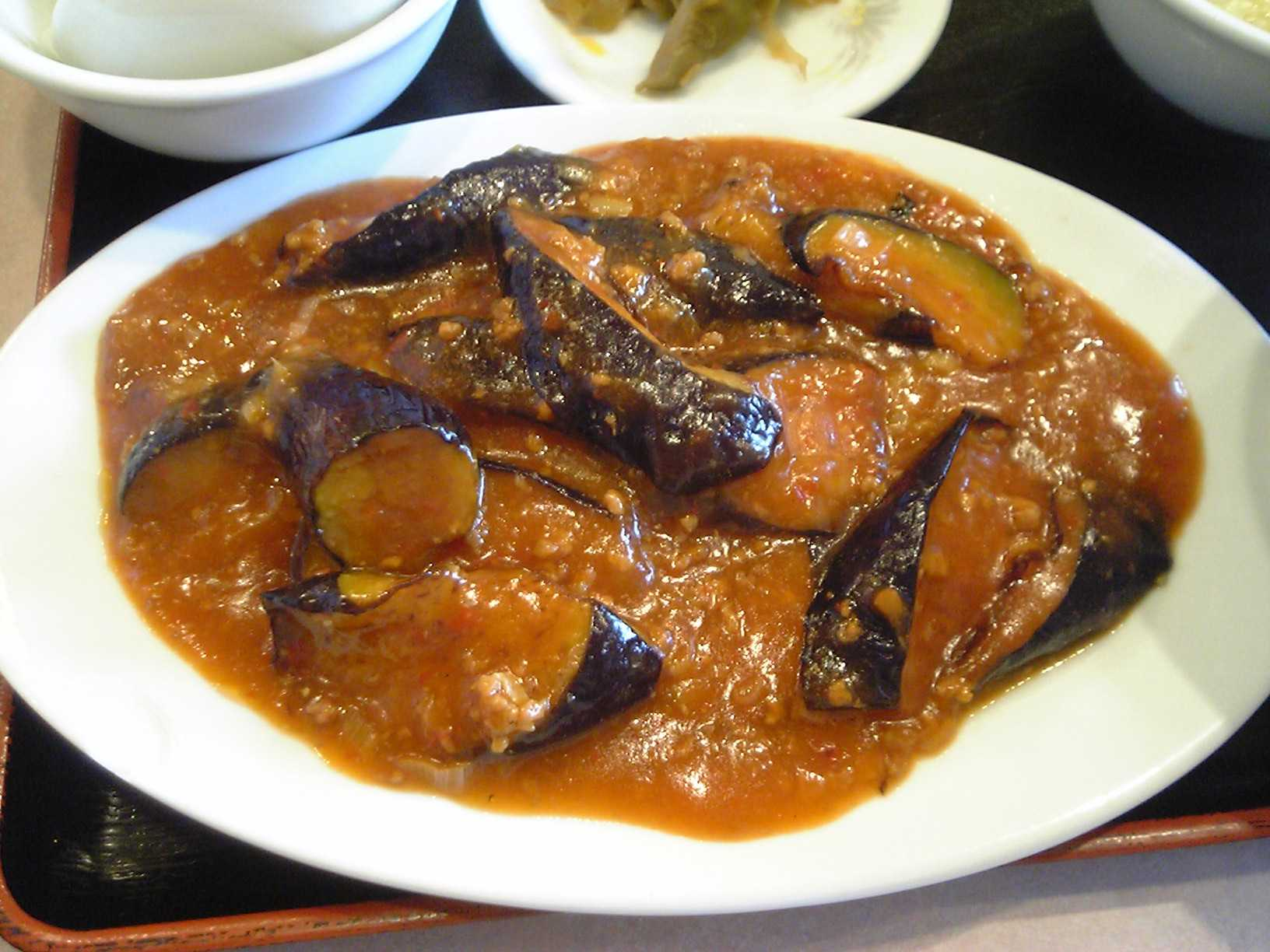
麻婆茄子
- なす田楽[5]
- 焼きなす
- なすの味噌炒め
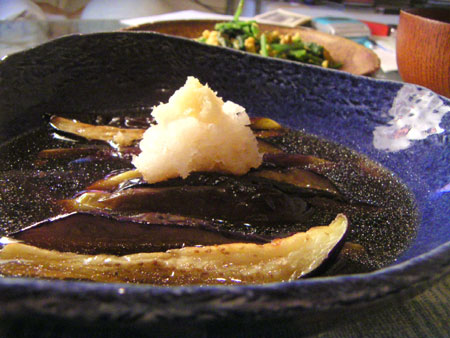
煮びたし
- カポナータ
- カレーライス
- ムサカ
- ババガヌーシュ
- アジャプサンダリ[43]
- トゥンベット
- ナスジャム[44]
- 地三鮮
- ピスト・マンチェゴ[45]
- ベグニ[46]
- 肉詰めナス

- 麻婆茄子
- ナスの煮びたし

乾燥と低温に弱いため、紙袋などに入れて風通しのよい10 - 15度ほどの冷暗所に保存する。ただし、気温が高い時期に保存したいときは、ラップなどに包み、冷蔵庫に入れれば2 - 3日ほどは持つ。ただし、冷蔵すると皮も果肉もかたくなってしまい、風味も落ちる。実を薄くスライスして、天日で乾燥させて干しナスにすると、長期保存も可能である。
ナスの果実、茎、へた、根、花などは薬用にできるため、民間療法で、打ち身、捻挫、やけど、しもやけ、腫れ物、イボ、あかぎれ、二日酔いなどに薬効があるといわれている。果実は茄子（かし）、へたは茄蔕（かてい）と称して生薬になる。
打ち身、捻挫、軽いやけどには、十分に冷やした果実を縦切りにして、切り口を患部に当てることを何度も繰り返すと、効果があるといわれている。しもやけには、乾燥した茎10 - 20グラムを水600 ccで煎じた液（水性エキス）で、患部を洗う。腫れ物には、乾燥したヘタ10グラムを600 ccの水で煎じた液で患部を湿布する。イボには、切り口で直接患部をこする。あかぎれでは、乾燥した根10 - 20グラムを同様に煎じた液を患部につける。二日酔いの場合では、乾燥した花とクズの花を各5グラムずつ入れた水400 ccを煎じて、服用すると良いといわれている。
ナスのへたの黒焼きを作って、粉末状にして食塩を混ぜたものは歯磨き粉代わりになり、歯槽膿漏、歯痛、口内炎に効果があるといわれている。痔には、果実を黒焼きにして粉末にしたものを1回量1グラム、1日3回服用する用法が知られる。2024年1月には、ナスのヘタに含まれる天然化合物が、子宮頸がん細胞に抗腫瘍効果があることが、名古屋大学の研究チームの実験で明らかになった。 同じウイルス性疾患の尖圭コンジローマで効果が確認され、ヒトの子宮頸がん細胞に応用し投与した結果、細胞死を誘導することが確認された。将来的に作用が強すぎない抗がん剤などの創薬が期待できるとしている。
ナスには鎮静・消炎の効果がある考えられてきたことから、日本では昔から茄子を食べると体温を下げて、のぼせに有効とされてきた。『和漢三才図会』ではヘタにしゃっくり止めの効果があるとされるが、俗信の域を出ない。

### 象徴

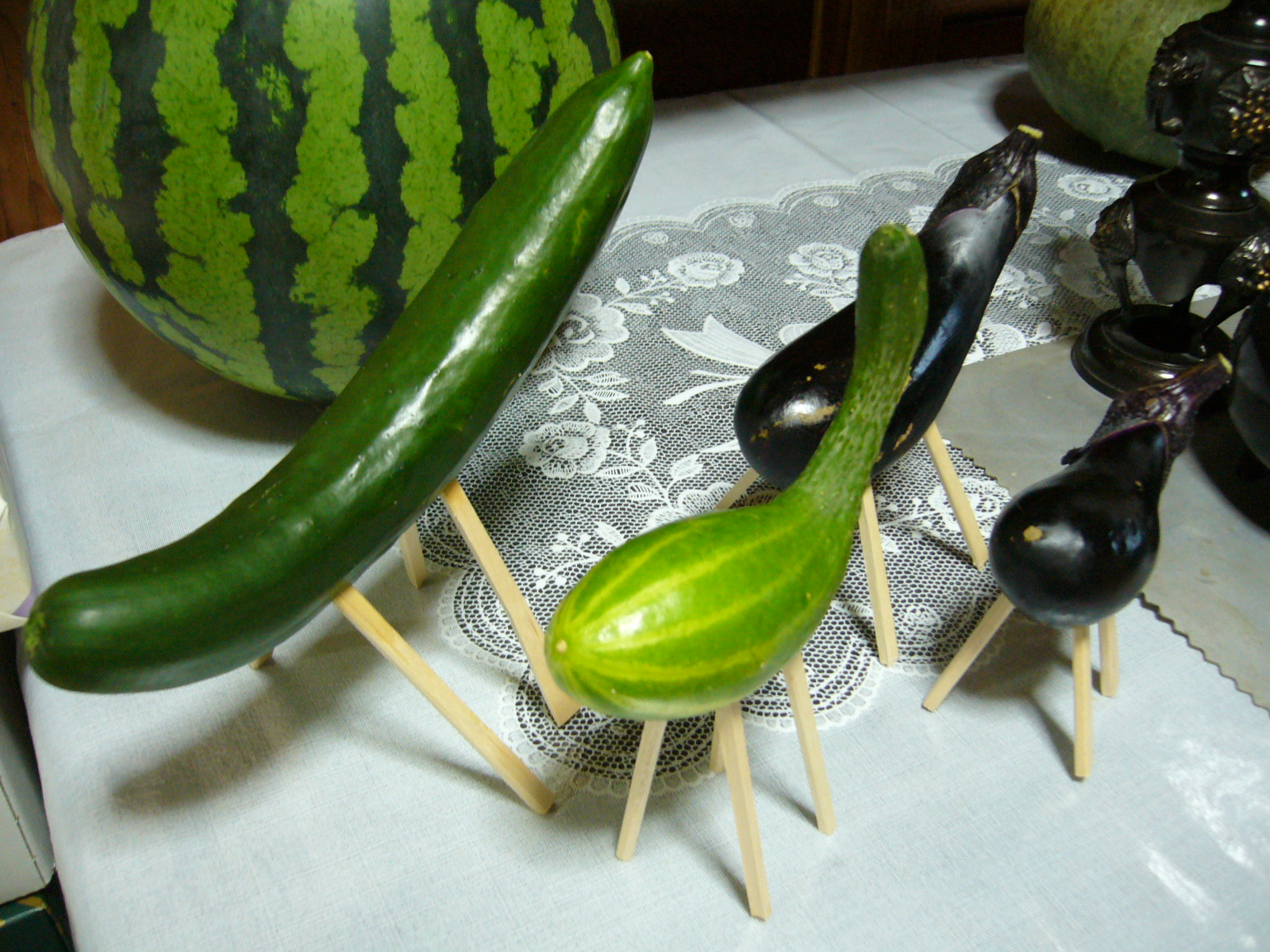
精霊馬（しょうりょううま）

- 初夢の縁起物：古来から「一富士、二鷹、三茄子」とされる。
- 『盂蘭盆会』には、ナスで馬をかたどって祖先の霊に供える風習がある[30]。お盆の期間中には、故人の霊魂がこの世とあの世を行き来するための乗り物として、「精霊馬」と呼ばれるキュウリやナスで作る動物を用意する。4本の麻幹あるいはマッチ棒、折った割り箸などを足に見立てて差し込み、馬、牛とする。キュウリは足の速い馬に見立てられ、あの世から早く家に戻ってくるように。ナスは歩みの遅い牛に見立てられ、この世からあの世に帰るのが少しでも遅くなるように、また、供物を牛に乗せてあの世へ持ち帰ってもらうとの願いが込められている。
- 七夕の「七夕馬」に真菰や藁などの材料のかわりに、キュウリやナスを使う地域もある。
- 子供の嫌いな野菜として挙げられることが多い。
- 二宮尊徳は夏前にナスを食べたところ秋茄子の味がしたため冷夏になることを予測した。
- 「毒キノコでも、ナスと一緒に調理すれば中毒しない」とする言い伝えがあるが、全くの迷信であり、ナスにそのような効用は存在しない[48]。
- 中国では、日本人が写真を撮るときに言う「はい、チーズ」の掛け声のように、「一〜、二〜、三〜、茄〜子」と言う文化がある。茄子の「子」を発音した際に、口が横に広がり笑顔が作りやすいためである。
- 茄子紺：茄子の実のような紫みの濃い紺色のこと。江戸時代から使われる色名。

「秋茄子は嫁に食わすな」
この言葉には三つの解釈がある。一つは、秋の茄子がシャキッとはぎれよくおいしいので、嫁にはもったいないという解釈。「秋茄子わささの糟に漬けまぜて 嫁には呉れじ棚に置くとも」という歌が元になっており、嫁を憎む姑の心境を示しているという。
二つ目は、「嫁」とはネズミのことで、おいしく栄養価の高い秋茄子をネズミが食べると増えて困るという解釈。なお、前述の歌で、「嫁には呉れじ」の「嫁」とは「嫁が君（ネズミのこと）」の略であり、それを嫁・姑の「嫁」と解するのは後世に生じた誤解であるとする説もある（『広辞苑』第三版、「あきなすび」の項）。
三つ目は、秋茄子は種子が少なく、アクが強いので、お腹が冷えやすくなる。子供が生まれにくくなると困るので、嫁を案じたという解釈。「茄子は性寒利、多食すれば必ず腹痛下痢す。女人はよく子宮を傷ふ（養生訓）」などから、嫁の体を案じたという。ナスは熱帯の植物であり8月上旬までに開花・結実した実でなければ発芽力のある種子を得ることが難しい。そこから秋ナスは子孫が絶えると困ると連想されたという説もある。
「親の小言と茄子の花は 千に一つの無駄もない」
ナスの花が結実する割合が高いことに、親の小言を喩えた諺。
「瓜の蔓に茄子はならぬ」
非凡な子供を茄子に例えて、平凡な親からは非凡な子は生まれない、という意味。似た諺として「蛙の子は蛙」がある。

### 歴史
原産地はインドの東部が有力とされ、インドでは有史以前から栽培されていたと考えられている。その後、ビルマを経由して中国へ5世紀ごろに渡ったと考えられており、多くの変異が生じていった。ヨーロッパへは13世紀に伝わったが、もともと熱帯植物であったため、あまり普及はしなかった。東南アジアでは古くから栽培されており、日本では見られないような赤、黄、緑、白などカラフルで、形や大きさも様々な物が市場に並ぶようになった。
日本には7世紀から8世紀ごろに中国から伝わり、奈良時代から食されていたといわれ、東大寺正倉院の古文書で、「天平勝宝二年（750年）茄子進上」とあるのが日本最古の記録である。平城京の長屋王邸宅跡から出土した木簡に『進物　加須津毛瓜　加須津韓奈須比』との記述があり、高位の者への進物にナスの粕漬けが使われていたことが判明した。また、正倉院文書には「天平六年（734年）茄子十一斛、直一貫三百五十六文」をはじめとして多数の「茄子」の記述がみられる。平安時代中期に編纂された『延喜式』には、ナスの栽培方法の記載が見られる。1600年ごろ、静岡県三保では地温があたたまる砂地を利用した日本初の促成栽培がナスで始まり、旬の早い「折戸なす」が徳川家康にも献上されたといわれる。元は貴重な野菜であったが、江戸時代頃より広く栽培されるようになり、以降日本人にとってなじみのある庶民的な野菜となった。寛文年間（1661年 - 1673年）には江戸でも旬を先取りするナスの促成栽培が広がり、『農業全書』（1697年）には「紫、白、青の三色あり、又丸きあり長きあり」の記述があり、江戸時代から多くの品種が栽培されていたことがうかがえる。1918年（大正7年）、鹿児島県指宿で温泉ナスの栽培が始められ、1924年（大正13年）に世界で最初の野菜のF1品種がナスで実用化され、埼玉県農業試験場の柿崎洋一が「浦和交配1号」「浦和交配2号」を育成し、農家から「柿崎ナス」とよばれた。戦前の日本では、果菜類のなかで最も生産量が多いのがナスであったが、終戦後は生食できる野菜に抜かれた。1961年（昭和36年）に誕生した「千両」は実の形と食味の良さからヒットし、1964年（昭和39年）にはさらに改良された「千両二号」がロングセラーとなった。

## 品種
品種は数が多く、産地によっても様々で、日本では概ね70種類ほどある。世界では1000種類もあると言われている。
賀茂茄子などの一部、例外もあるが、日本においては南方ほど晩生の長実または大長実で、北方ほど早生の小実品種となる。本州の中間地では中間的な中長品種が栽培されてきた。これは寒い地域では栽培期間が短く大きな実を収穫する事が難しい上に、冬季の保存食として小さい実のほうが漬物に加工しやすいからである。日本で一般に流通している品種は中長品種が中長ナスである。日本で栽培される栽培品種のほとんどは果皮が紫色又は黒紫色である。しかしヨーロッパやアメリカ等では白・黄緑色・明るい紫、さらに縞模様の品種も広く栽培される。果実の形態による分類は以下のようなものがある。
- 小丸ナス（小ナス） -  皮がやわらかく、種子が少ないのが特徴[40]。在来品種では、京都の椀ぎ（もぎ）、東北の民田（みんでん）、山形の出羽がある。
- 丸ナス  - 扁球形の果実は、皮がかためで果肉が緻密なのが特徴。煮崩れしにくく、田楽などに使われる。信越地方、関西。京野菜の賀茂なすがよく知られる[40]。トキタ種苗の「グリルでイタリア」[19]、家庭菜園向けのサントリー本気野菜シリーズの「とろとろ炒めナス」などもある[58]。

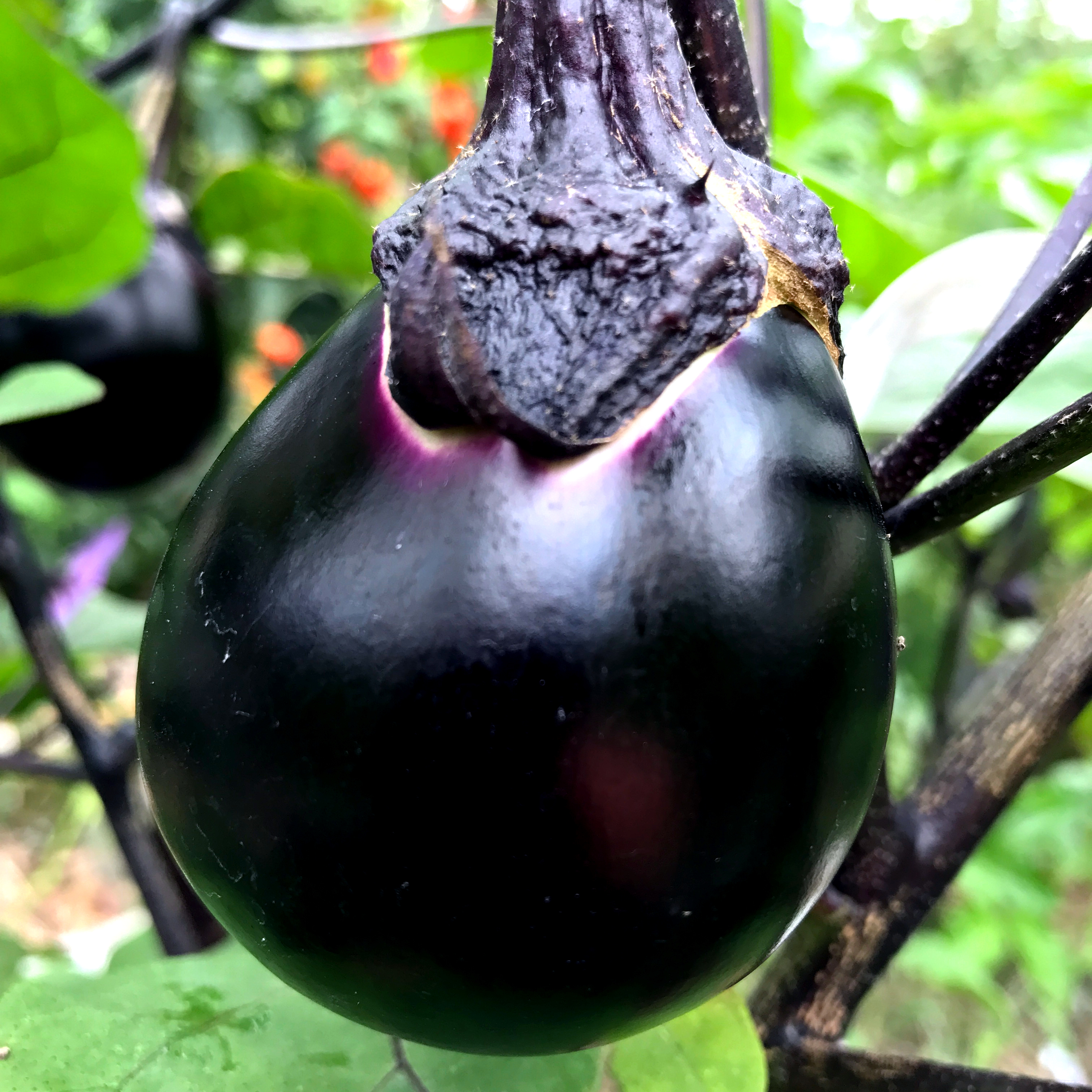
収穫期の丸ナス。ヘタ部分にはトゲが有る。

- 卵形ナス  - 関東一円で多く出回る品種。代表種は「真黒」（しんくろ）で、現在は流通していない[59]。
- 千両ナス - 卵形ナスと中長ナスの交雑による改良品種。ヘタの近くまで濃い紫色になる。関東を中心に東日本で出回る[59]。タキイ種苗が開発した「千両」とその改良種「千両二号」は、長卵形の好まれる形と黒くやわらかい果皮が好まれて、全国的なロングセラーとなった[60]。
- 中長ナス  - 流通量が最も多い品種。皮・果肉ともやわらかく調理法を選ばず使える[40]。サカタのタネが開発した「黒福」などがある[19]。
- 長ナス - 果実の長さが20 - 30 cmあり、果肉がやわらかいのが特徴。やや水分が多く、調理法は蒸したり、焼いたりしたり、塩揉みに向く[40]。代表品種の「黒陽」「PC筑陽」があるほか[60]、西日本の「津田長」「博多長」、東北の「仙台長」「南部長」などがある[59]。洋種では「ブルネット」など[59]。大長ナスでは、長さ30 - 40 cmになる「庄屋大長」（タキイ種苗）などが知られる[58]。
- 米ナス（べいなす、アメリカなす） - アメリカ品種ブラックビューティーを日本で改良した大型種で、ヘタが緑色なのが特徴。果肉は締まっていて、焼き物・炒め物・煮物などの加熱調理に向く[40][59]。「くろわし」などがある[60]。
- 巾着ナス - 丸ナスの一種で、小ぶりな丸く潰れた巾着型で、皮がやわらかく、果肉がしっかり詰まって固いのが特徴[2]。加熱しても煮崩れしにくく、煮物、揚げ物、漬物に使われる[30]。新潟・魚沼産の「長岡巾着」（中島巾着）がよく知られる[40][61]。
- 白ナス - 東南アジアの品種で、果実が真っ白になるナス。皮がややかたい[30]。アクが少なく、皮から色素が出ないため煮ると煮汁が黒くならない。「ホワイトベル」[61]「越後白ナス」などがある[34]。
- 白長ナス - 実が20 - 23 cmほどの大長タイプの白ナス。淡緑色でヘタが小さい。実は皮がかたいが果肉は柔らかく、焼き茄子などに使える[34][62]。「味しらかわ」（丸種種苗）などがある[63]。
- 緑ナス - 埼玉県などで栽培される緑色のナス。加熱すると身は柔らかくなり、焼き物、炒め物、揚げ物に向く[2]。長さ30 cmになる緑色の大長ナス「緑美」などもある[64]。
- ヘビナス - 長さ25 - 30 cm、太さ2 - 2.5 cmの細身な果実が特徴。果皮は濃い紫色で、果皮や果肉もやわらかくて甘い。油と相性がよく、加熱調理するととろけたような触感になる[61]。

### 日本の栽培種
栽培の歴史が長いことから、その土地ならではの伝統品種が多く、北部で丸・卵形の小・中型品種、中部が卵形・中長形の品種、南部では長形・大型品種が多い傾向がある。在来品種は東北の仙台長、山形の民田なす、京都の賀茂なす、大阪泉州の水なす、九州の大長茄子などがよく知られる。
- 民田なす（民田小なす） - 山形県鶴岡市民田に由来する江戸時代から続く伝統品種[51]。果実は15 - 20グラムと小さく、辛子漬けなどに使われる[2]。松尾芭蕉が『おくのほそ道』で詠んだ「めずらしや 山をいで羽の 初茄子」は、民田なすだと伝わる[52]。
- 早生真黒茄子 - 埼玉県草加市で発達した中長なす。やや小ぶりで、現在の中型なす交配品種の原型といわれている[51]。
- 埼玉青なす - 明治期に埼玉県に導入された淡緑色の巾着型のナス。果重200 - 300グラムと大きい[58]。
- 蔓細千成なす - 東京都
- やきなす - 新潟県豊栄市（現・新潟市北区）
- 十全なす - 泉州水なす系の一種で、昭和初期に新潟県中蒲原郡十全村（現：五泉市）で栽培したのが始まり。
- 深雪なす - 新潟県魚沼巾着系のナス。果実はやや大きめで、肉質が締まっている。煮崩れしにくい[30]。
- 梨なす - 新潟県長岡市の在来種。巾着ナスより小ぶりで、漬物にされる[30]。
- 小布施丸ナス - 長野県の大型の丸ナスで、実は大きく400グラムほどになるものもある。郷土食「おやき」の具材にするなど、幅広い料理に使われる[58]。
- ていざなす - 長野県天龍村の巨大なナスで、長さ25 cm、果重400グラム以上になる。1887年ごろに東京の種苗店から取り寄せた巾着型のナスが起源とされる[58]。
- 折戸なす - 静岡市清水区の伝統野菜で、2000年代に復活。初夢で縁起が良いとされる「一富士二鷹三茄子」の由来と伝わっている[65]。
- 奥三河天狗茄子 - 愛知県北設楽郡、奥三河で栽培されてきた伝統野菜。天狗の鼻のような奇形果ができやすく、長さ25 - 30 cmになる大型品種[2]。
- くぼ丸なす - 福井県美浜町久保地区
- 下田なす - 滋賀県湖南市下田地区で栽培され、小ぶりで軟らかく、あくがない[5]。
- 杉谷なすび - 滋賀県甲賀市甲南町杉谷地区で栽培され、浅漬け・田楽・煮物などに使われる丸ナス[5]。
- 高月丸なす - 滋賀県長浜市高月地区で栽培され、煮物・田楽・浅漬けなどに使われる丸ナス[5]。
- 山科なす - 京都府(山科周辺)
- 賀茂なす（加茂なす） - 京都府の北山周辺で栽培される伝統野菜で、直径20 - 15 cm、重さ300グラムにもなる[2]。田楽・煮物などに使われる丸ナス[5]。別名、大芹川（おおせりかわ）[2]。「京の伝統野菜」に認定されている[58]。
- 大和丸なす - 奈良県
- 水なす（泉州水なす） - 大阪府泉州地域で栽培される特産物で、水分の多い丸ナス[5]。現在は各地でも生産されている[58]。皮も身も柔らかく、アクも少ないので、浅漬けなどにして生食できる[2]。大阪・泉州のぬか漬けが有名[40]。
- 鳥飼茄子 - 大阪府摂津市
- 田屋なす - 山口県（長門市、萩市）外観がよく、1本が500g以上のものが「萩たまげなす」[66]。
- 三豊なす - 香川県（三豊市、観音寺市、高松市）水なすの一種で果重300〜600g。形は丸型と巾着型がある。皮も身も柔らかく、甘みがありアクが少ないので、からし漬けなどにして生食できる。
- 十市なす - 高知県（南国市）で生産されている卵形の小ナス。色形がよく、京都の料亭などでも使われている[58]。
- 黒びかり博多長なす  - 福岡県・博多野菜のひとつ。実は長くて35 - 38 cmにもなり、曲がりは少なく、皮が薄くてつやがある。生育旺盛で、低温期でも弱ることなく晩秋まで実をつける[67]。
- 大長茄子 - 熊本県旧鹿本郡（山鹿市、熊本市）など九州地方で多く栽培されている。長さ40 - 50 cmと長大で、皮がかたいが果肉はやわらかい。焼き物、煮物、炒め物に向くが[2]、皮がかたいため漬物には向かない[59]。
- 赤なす - 長ナス系の早生種で熊本県の在来種。果皮が赤紫色で、果肉がやわらかく、種が少ない。焼き茄子に向き、漬物には向いていない[59]。
- 肥後紫なす - 熊本の赤ナスから作られた大型品種。長さや太さがあり、やや赤味がある。アクが少なくてやわらかい[2]。
- 佐土原なす - 宮崎県宮崎市佐土原町原産で江戸時代から栽培されてきた在来種。2000年から保管されていた種から復活する研究が始まり、生産者も生産・販売の取り組みが行われている[58]。
- 薩摩白丸なす - 紫色の色素がなく、ヘタも実も淡緑色の大型の白丸ナス。皮はかたいが、加熱すると身は柔らかくなる[2]。
- 鹿児島県白ナス - 鹿児島県で栽培されている白ナスで、在来種の薩摩白なすの系統。果実が薄緑色で「青なす」の名で売られている[30]。果肉は白色で、とてもやわらかい[34]。

### 日本国外の品種

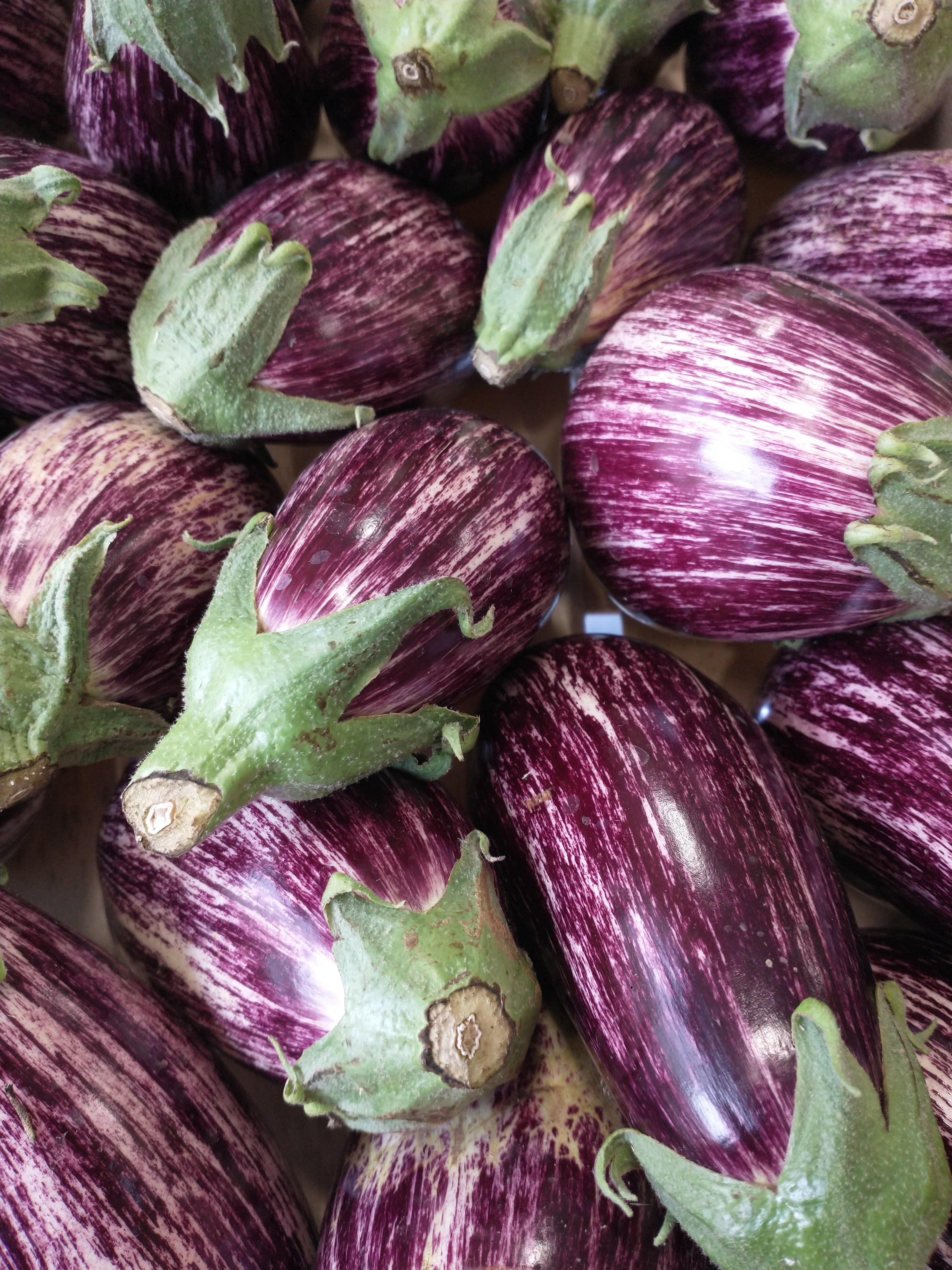
イタリア産のゼブラ模様のナス

- ローザビアンカ（ロッサビアンコ） - イタリアナスの品種。紫と白のやや縦縞模様で直径10 cmほどになる。皮・身ともかたく締まり、焼き物、煮込み料理に向く[34]。
- ゼブラ - イタリアやスペインのナスで、紫と白の縦縞模様が特徴。皮はかたく、身は柔らかい[34]。セブラナスは紫色の縞模様があるナスの総称で、「ゼブラ」のほか、「カプリス」「フェアリー・テイル」「リスターダ・デ・ガンディア」などの品種がある[64]。
- スティックテイスト - イタリア系のゼブラ模様の長さ7 - 8 cm、50グラムほどになる小ナス[34]。
- フィレンツェ - イタリアのトスカーナ地方の伝統品種で、直径15 cmにもなる大型の丸ナス。パスタやラザニア、カポナータなどの料理に適している[64]。
- リスターダデガンジア - スペインの伝統品種。赤紫と白の縦縞のまだら模様をしている。肉質はやわらかい[68]
- マクワポ（マクアポ） - タイナス（英語版）の品種。果実が卵形で白いことから「卵なす」ともよばれている。観賞用にされることも多い[30]。タイの食卓では一般的な小ナスで、グリーンカレーの具材にも適している[64]。
- マクアポー・ピンポン - タイナスの品種。ピンポン玉大と小ぶりの丸ナスで緑色。歯ごたえがあり、タイでは生のまま食べたり、カレーなどに使われる[69]。

## 名称
和名ナスの語源については諸説あり、実の味から「中酸実」（なかすみ）の略であるとする説、夏に実がなるので「夏実」（なつみ）と読んだが、それが訛って「なすび」（奈須比）と呼ばれたとする説がある。室町時代頃に宮廷の女官が女房言葉として「おなす」と呼び、その呼称が定着した。
英名はオーバァジーン（Aubergine）（主に英国）、またはエッグプラント（Eggplant）（主に北米）で、仏名はオーベルジーヌ（aubergine）、伊名はメランザーナ（melanzana）、漢名ではチェ(茄　Qie2）もしくはチェーズー(茄子　Qie2zi）の名で広く栽培される。「茄」は植物をさし、「茄子」は果実をさすともいわれている。